# Réo (département)
Pour l’article homonyme, voir Réo.
Réo est un département et une commune urbaine du Burkina Faso située dans la province du Sanguié et dans la région Centre-Ouest.
En 2006, le dernier recensement comptabilise 62 208 habitants.

## Villes et villages
Le département se compose d'une ville :
- Réo (chef-lieu)

et de 12 villages :
- Bépoidyr
- Bonyolo
- Ékoulkoala
- Goundi
- Guido
- Kilsio
- Perkoa
- Sandié
- Séboun
- Sémapoun
- Vour
- Zoula